# Crematogaster sordidula
Crematogaster sordidula  (лат.) — вид муравьёв из рода Crematogaster из подсемейства Myrmicinae.

## Описание
Европейские страны Средиземноморья, Северная Африка, Средняя Азия, Ближний Восток. Предкавказье России. Мелкие блестящие муравьи (рабочие имеют длину 2—3 мм) буровато-жёлтого (вплоть до чёрного) цвета.

## Список подвидов
- Crematogaster sordidula aeolia Forel, 1911
- Crematogaster sordidula marocana Santschi, 1921
- Crematogaster sordidula molongori Weber, 1943
- Crematogaster sordidula osmanica Santschi, 1921
- Crematogaster sordidula sordidula  (Nylander, 1849)